# Magic number (KICK THE CAN CREWのアルバム)
『magic number』（マジック・ナンバー）は、KICK THE CAN CREWの3枚目(メジャー2枚目)のアルバム。

## 概要
初回プレスは、スリーブケース仕様・開運おみくじ封入。
全15曲収録。参加アーティストはCASSETTE VISION（INNOSENCE、CUEZERO、DJ TATSUTA）。
オリコンウィークリーチャート初登場3位。翌週2位。約50万枚の好セールス。
2003年3月から5月にかけて全国20ヶ所で行われたホールツアー「TOUR 2003 magic number」(本公演23本＋追加公演3本)は、全公演即日ソールドアウト。チケットは入手困難でプレミアチケットと化した。
世界的な評価を受けるに値するアルバムをリリースしたアーティストを表彰するため、新たに設立された賞「International Album of the Year」の第一回目に、フランスやカナダ、イギリス、キューバのアーティストの作品とともに、このアルバムが選ばれた。
録音・ミキシングは東京U家族の「TETSUYA SUGIMOTO」という人物が担当している。

## 収録曲
作詞・作曲：MCU・LITTLE・KREVA（特記以外）
1. 登場
2. RE-FRESH
3. 地球ブルース〜337〜
  - 9thシングル。
4. ストレス
  - 作詞・作曲：MCU・LITTLE・KREVA・DJ TATSUTA
  - DJ TATSUTAプロデュースの曲。雑誌のインタビューでは当初MCUが伝えたテーマは「欲望」であったが書いているうちに「ストレス」のことになっていったと語っている。
5. mama said 〜ハタラキッパ〜
6. アンバランス
  - 8thシングル。
7. ナニカ
  - KREVAの友人である小林賢太郎の所属するラーメンズのコントよりインスピレーションを受けた曲。実際に曲の前にコント「無用途人間」の音声がサンプリングされて使われている。
  - 小林はこのアルバムが発売してから16年後にKREVAのソロ作品である「AFTERMIXTAPE」内の1曲「それとこれとは話がべつ!」で客演として参加している。
8. movingman
  - 「引っ越し」がテーマの曲。
9. DJDJ [for RADIO]
  - 9thシングル。
10. CAN-CAN
  - 作詞・作曲：MCU・LITTLE・KREVA・DJ TATSUTA
  - DJ TATSUTAプロデュースの曲。
11. TORIIIIIICO! feat. CASSETTE VISION
  - 作詞・作曲：MCU・LITTLE・KREVA・CHANNEL・SOHJIN・CUE ZERO
  - 10thシングル。
12. E.L.E.M.E.N.T.S
  - LITTLE曰く（所属事務所の）社長に向けてのプレゼント曲でもあり、広い意味では働くお父さんへの曲であるという。
13. LONELY ONE
  - 雑誌のインタビューでLITTLEが「スーパーオリジナルの続編的な曲」だと語っている。
14. sayonara sayonara (Album Edit) feat. CUEZERO
  - 作詞・作曲：MCU・LITTLE・KREVA・CUE ZERO
  - 7thシングル。8thシングルにカップリングとして収録された『サヨナラサヨナラ (イーゼ) Feat. CUE ZERO』のCUEZEROの部分を加えたアルバム・バージョン。
15. magic number

## 参加ミュージシャン
- DJ TATSUTA （produced on #4, #10）
- YOSHIRO KANAMORI （bass played on #6, #12, #15）
- Scratched on #1, #2, #7 by KREVA ／ #4 by DJ TATSUYA ／ #11 by DJ SHUHO & DJ TATSUYA